# Potociok, Hust
Potociok (în ucraineană Поточок) este un sat în comuna Monastîreț din raionul Hust, regiunea Transcarpatia, Ucraina.

## Demografie
Componența lingvistică a localității Potociok
     Ucraineană (99,66%)
     Alte limbi (0,34%)
Conform recensământului din 2001, majoritatea populației localității Potociok era vorbitoare de ucraineană (99,66%), existând în minoritate și vorbitori de alte limbi.